# O Princípio da Incerteza
O Princípio da Incerteza (portugiesisch für: Das Prinzip der Unsicherheit, internationaler Titel: The Uncertainity Principle) ist ein Filmdrama des portugiesischen Regisseurs Manoel de Oliveira aus dem Jahr 2002.
Es ist eine Verfilmung des Romans Jóia de Família (2001) der portugiesischen Schriftstellerin Agustina Bessa-Luís, dem ersten Teil ihrer O Princípio da Incerteza-Trilogie.

## Handlung
António, aus gutem und wohlhabendem Hause, und José, Sohn der Haushälterin, sind seit ihrer gemeinsamen Kindheit eng befreundet und wachsen behütet, aber unter strenger Beobachtung von Josés Mutter auf.
Als Erwachsene bleibt ihre enge Verbundenheit bestehen, trotz ihrer sozialen Unterschiede und vor allem trotz ihrer Konflikte in Beziehungsdingen. So heiratet António Camila, in die José schon immer verliebt war. Daneben hat António aber auch ein Verhältnis zu Vanessa, die Josés Partnerin in dunklen Geschäften ist. Wirtschaftliche Abhängigkeiten, der Druck, den äußeren Schein der heilen Familienwelt zu erhalten, und die inneren Konflikte bleiben nicht ohne Folgen.
Josés Mutter, die immer wachsame Hausangestellte, bemüht sich, das Schicksal abzuwenden. Doch die unüberwindbaren Interessenskonflikte bringen die vier jungen Leute mit teuflischer Macht auf einen Leidensweg.

## Produktion
Der Film wurde 2001 überwiegend im Weinbaustädtchen Peso da Régua und Umgebung gedreht. Die Eisenbahn der Linha do Douro in der idyllischen Landschaft des UNESCO-Welterbes Alto Douro ist wiederkehrend zu sehen, während die Filmmusik ausschließlich aus Shlomo Mintz´ Interpretation von Paganinis 24 Capricci per violino, op. 1. besteht.
Es ist eine Koproduktion der portugiesischen Filmproduktionsgesellschaft Madragoa Filmes, der französischen Gemini Films und des öffentlich-rechtlichen portugiesischen Fernsehsenders RTP, mit finanzieller Unterstützung durch die Filmförderungsanstalten ICAM (heute ICA, Portugal), CNC (Frankreich) und Eurimages (Europa).

## Rezeption
Seine Premiere feierte der Film am 18. Mai 2002 beim Filmfestival von Cannes 2002, wo er für eine Goldene Palme nominiert war. Er lief danach auf einer Reihe weiterer internationaler Filmfestivals, darunter das Chicago International Film Festival, das Internationale Filmfestival Thessaloniki, das Internationale Filmfestival Rotterdam und das NatFilm Festival in Kopenhagen.
In Portugal wurde er erstmals am 8. November 2002 in einer Vorpremiere im Großen Auditorium des Centro Cultural de Belém in Lissabon gezeigt. Seinen Kinostart hatte der Film in Frankreich am 11. September 2002 und in Portugal am 15. November 2002, wo er nur in sechs Sälen lief (in Lissabon, Coimbra und Porto) und 6.150 Zuschauer anzog.
Die Cahiers du Cinéma zählten den Film zu den fünf besten des Jahres.
O Princípio da Incerteza erschien 2005 in Portugal als DVD bei Lusomundo (heute Teil des Medienunternehmens NOS), und 2008 nochmal in einer DVD-Box als Teil einer Werkschau zum hundertjährigen Geburtstag de Oliveiras.
Am 14. November 2021 lief er erstmals im portugiesischen Fernsehen, im öffentlich-rechtlichen Fernsehsender RTP2.